# Pentatlo moderno nos Jogos Olímpicos de Verão de 2016 - Masculino
A competição masculina de pentatlo moderno nos Jogos Olímpicos de 2016, no Rio de Janeiro, realizou-se a 20 de agosto, com a etapa da esgrima no dia 18. Foram usadas três infraestruturas: o Centro Aquático de Deodoro para a natação; o Estádio de Deodoro para o hipismo e o combinado de corrida e tiro); e a Arena da Juventude para a esgrima.

## Calendário
Os horários são pelo fuso de Brasília (UTC−3).
| Data                       | Hora  | Ronda                           |
| -------------------------- | ----- | ------------------------------- |
| Quinta-feira, 18 de agosto | 14:30 | Esgrima (ronda classificatória) |
| Sábado, 20 de agosto       | 12:00 | Natação                         |
| Sábado, 20 de agosto       | 14:00 | Esgrima (ronda de bónus)        |
| Sábado, 20 de agosto       | 15:30 | Hipismo                         |
| Sábado, 20 de agosto       | 18:00 | Combinado corrida e tiro        |

## Medalhistas
O russo Aleksander Lesun foi o melhor para ganhar a medalha de ouro, superando Pavlo Tymoshchenko, da Ucrânia (prata) e o mexicano Ismael Hernández, medalha de bronze.
| Ouro   | RUS Aleksander Lesun   |
| Prata  | UKR Pavlo Tymoshchenko |
| Bronze | MEX Ismael Hernández   |

## Resultados
♦  A marca mais alta de cada evento está destacada a amarelo com o símbolo de um diamante.
Estes foram os resultados gerais da prova masculina de pentatlo moderno:
| Pos.              | Pentatleta                  | Natação Tempo (Pts.) | Esgrima Vitórias (Pts.) | Equitação Tempo (Pts.) | Combinado corrida + tiro Tempo (Pts.) | Total |
| ----------------- | --------------------------- | -------------------- | ----------------------- | ---------------------- | ------------------------------------- | ----- |
| Medalha de ouro   | RUS Aleksander Lesun        | 2:05.58 (324)        | 28 (268)♦               | 71.02 (279)            | 11:32.35 (608)                        | 1479  |
| Medalha de prata  | UKR Pavlo Tymoshchenko      | 2:05.59 (324)        | 21 (227)                | 65.43 (286)            | 11:05.74 (635)                        | 1472  |
| Medalha de bronze | MEX Ismael Hernández        | 2:02.12 (334)        | 18 (208)                | 71.78 (300)            | 11:14.33 (626)                        | 1468  |
| 4                 | FRA Valentin Prades         | 2:04.44 (327)        | 21 (227)                | 77.92 (277)            | 11:04.08 (636)                        | 1467  |
| 5                 | ITA Riccardo De Luca        | 2:09.36 (312)        | 20 (222)                | 71.56 (300)            | 11:07.23 (633)                        | 1467  |
| 6                 | GER Patrick Dogue           | 2:07.65 (318)        | 25 (240)                | 80.73 (288)            | 11:23.36 (617)                        | 1463  |
| 7                 | AUS Max Esposito            | 1:59.71 (341)        | 14 (185)                | 74.39 (300)            | 11:04.99 (636)                        | 1462  |
| 8                 | IRL Arthur Lanigan-O'Keeffe | 2:03.03 (331)        | 16 (198)                | 74.83 (300)            | 11:12.21 (628)                        | 1457  |
| 9                 | CZE David Svoboda           | 2:05.59 (324)        | 21 (226)                | 79.48 (282)            | 11:20.92 (620)                        | 1452  |
| 10                | GBR Joseph Choong           | 1:58.50 (345)        | 22 (224)                | 70.31 (293)            | 11:51.59 (589)                        | 1451  |
| 11                | USA Nathan Schrimsher       | 2:00.87 (338)        | 20 (220)                | 79.42 (282)            | 11:30.76 (610)                        | 1450  |
| 12                | HUN Ádám Marosi             | 2:01.66 (335)        | 16 (196)                | 67.87 (293)            | 11:19.84 (621)                        | 1445  |
| 13                | KOR Jung Jin-hwa            | 2:00.82 (338)        | 17 (203)                | 78.75 (283)            | 11:21.80 (619)                        | 1443  |
| 14                | GBR James Cooke             | 1:55.60 (354)♦       | 14 (185)                | 80.48 (288)            | 11:31.07 (609)                        | 1436  |
| 15                | GUA Charles Fernandez       | 2:03.18 (331)        | 16 (214)                | 80.58 (271)            | 11:21.49 (619)                        | 1435  |
| 16                | CHN Cao Zhongrong           | 2:00.08 (340)        | 17 (204)                | 74.31 (300)            | 11:51.14 (589)                        | 1433  |
| 17                | HUN Bence Demeter           | 2:03.89 (329)        | 19 (217)                | 74.62 (265)            | 11:21.98 (619)                        | 1430  |
| 18                | CHN Guo Jianli              | 2:01.94 (335)        | 19 (214)                | 73.06 (286)            | 11:46.21 (594)                        | 1429  |
| 19                | KOR Jun Woong-tae           | 2:00.88 (338)        | 13 (178)                | 73.91 (272)            | 11:02.50 (638) ♦                      | 1426  |
| 20                | FRA Valentin Belaud         | 2:07.83 (317)        | 19 (216)                | 74.31 (286)            | 11:39.37 (601)                        | 1420  |
| 21                | GER Christian Zillekens     | 2:06.24 (322)        | 16 (196)                | 75.90 (286)            | 11:27.45 (613)                        | 1417  |
| 22                | JPN Tomoya Miguchi          | 2:02.62 (333)        | 20 (220)                | 80.30 (281)            | 12:02.88 (578)                        | 1412  |
| 23                | EGY Omar El Geziry          | 2:03.62 (330)        | 23 (239)                | 75.10 (265)            | 12:11.94 (569)                        | 1403  |
| 24                | ITA Pier Paolo Petroni      | 2:05.51 (324)        | 13 (179)                | 75.94 (293)            | 11:39.60 (601)                        | 1397  |
| 25                | EGY Amro El Geziry          | 1:55.80 (353)        | 18 (208)                | 77.23 (291)            | 12:39.19 (541)                        | 1393  |
| 26                | UKR Andriy Fedechko         | 2:05.63 (324)        | 16 (198)                | 79.49 (275)            | 11:47.68 (593)                        | 1390  |
| 27                | POL Szymon Staśkiewicz      | 2:10.16 (310)        | 21 (227)                | 73.44 (258)            | 11:45.88 (595)                        | 1390  |
| 28                | LAT Ruslans Nakoņečnijs     | 2:03.83 (329)        | 13 (180)                | 72.45 (272)            | 11:35.70 (605)                        | 1386  |
| 29                | JPN Shohei Iwamoto          | 2:08.65 (315)        | 09 (154)                | 74.90 (300) ♦          | 11:54.59 (586)                        | 1355  |
| 30                | ARG Emmanuel Zapata         | 2:06.66 (320)        | 11 (166)                | 77.50 (277)            | 12:03.19 (577)                        | 1340  |
| 31                | BRA Felipe Nascimento       | 2:05.39 (324)        | 09 (155)                | 75.72 (251)            | 12:15.59 (565)                        | 1295  |
| 32                | CUB José Ricardo Figueroa   | 2:15.39 (294)        | 09 (156)                | 122.31 (233)           | 12:49.13 (531)                        | 1214  |
| 33                | BUL Dimitar Krastanov       | 2:04.96 (326)        | 19 (215)                | E (0)                  | 11:02.95 (638)                        | 1179  |
| 34                | LTU Justinas Kinderis       | 2:06.84 (320)        | 18 (211)                | E (0)                  | 11:27.33 (613)                        | 1144  |
| 35                | KAZ Pavel Ilyashenko        | 2:06.19 (322)        | 18 (208)                | E (0)                  | 11:29.79 (611)                        | 1141  |
| 36                | CZE Jan Kuf                 | 2:05.84 (323)        | 19 (215)                | E (0)                  | 12:15.62 (565)                        | 1103  |

## Recordes
| Total                          | RUS Aleksander Lesun  | 1479 pontos |
| Natação                        | GBR James Cooke       | 1:55.60     |
| Combinado                      | KOR Jun Woong-tae     | 11:02.50    |
| Corrida                        | BUL Dimitar Krastanov | 10:20.18    |
| Tiro – sessão 1 de 5 disparos  | KOR Jun Woong-tae     | 7.39        |
| Tiro – sessão 4 de 20 disparos | USA Nathan Schrimsher | 34.08       |